# Technics

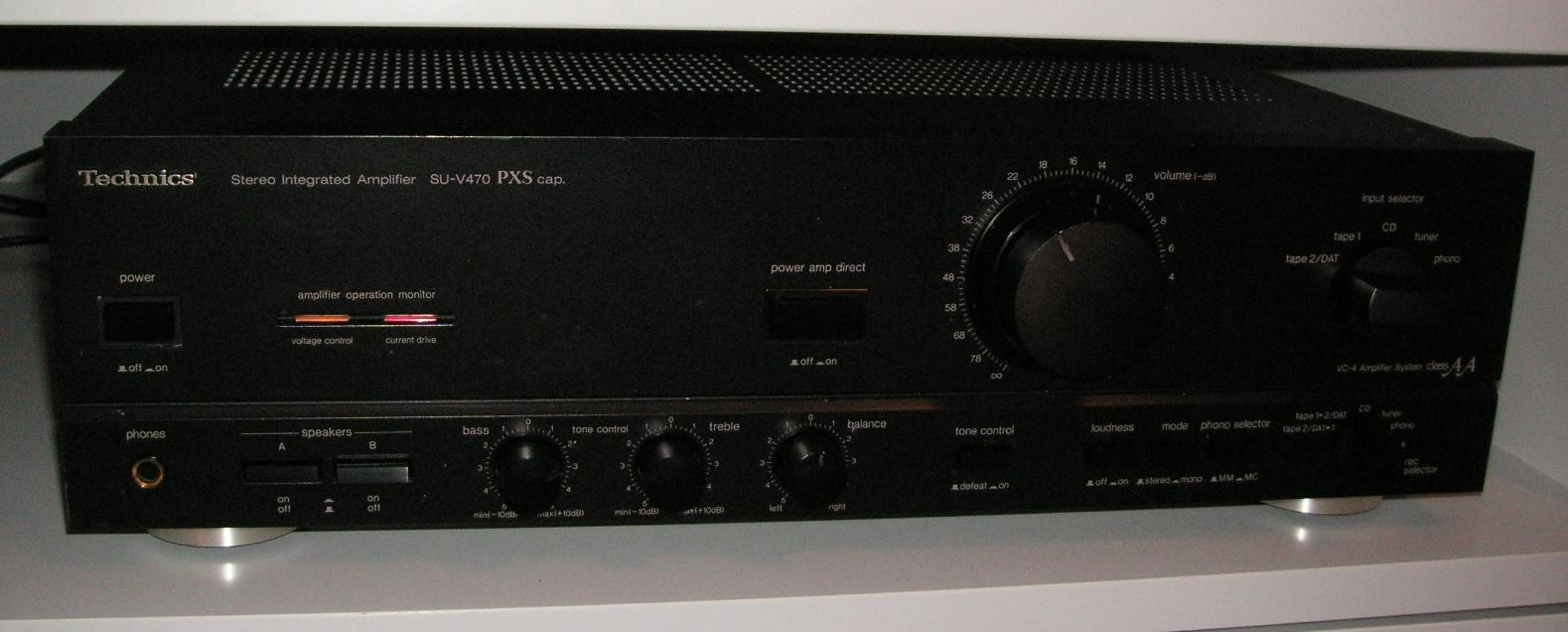
Förstärkaren SU-V470 från 1989.

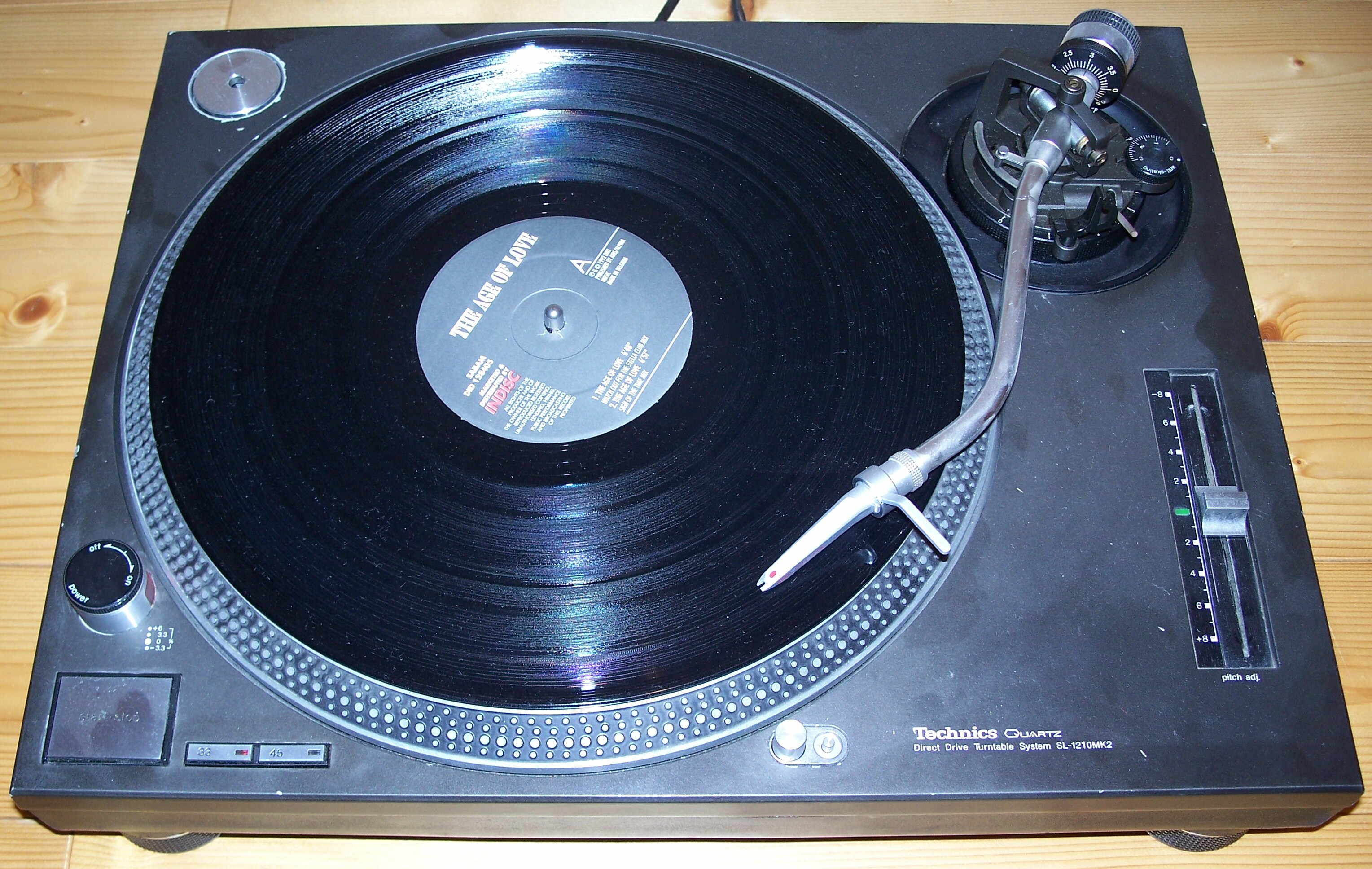
Skivspelaren SL-1210MK2 från 1979.

Technics är ett varumärke ägt av det japanska hemelektronikföretaget Panasonic Corporation. Märket används på utrustning inom ljudteknik såsom skivspelare, högtalare och dylikt.
Technics var dessutom ett av de ledande företagen under senare delen av 1980-talet och fram till 1992/93, då en elorgel var vanlig i en hel del hem.
Technics skivspelare (inte minst modellen SL-1200) är mycket populära bland discjockeyer.